# Kari
Pogledajte također "Kari (mjesec)".
U nordijskoj mitologiji, Kári ("vjetar") je div i personifikacija vjetra.
Kári je najmlađi sin diva Fornjóta te brat Ægira i Logija. Stric je devet Aegirovih kćeri.
Fornjót je svojim sinovima dao moći da vladaju nad silama prirode — Ægir vlada morem, Logi vatrom, a Kári vjetrom.
Karijev se sin zove Frosti ili Jökul. On je personifikacija mraza i inja. Preko njega je Kari djed Snæra.

## Mjesec
Jedan mjesec planeta Saturna nazvan je po Kariju. Taj mjesec pripada nordijskoj grupi Saturnovih satelita.